# Joe Roff
Pour les articles homonymes, voir Roff.
Pas d'image ? Cliquez ici

a Compétitions nationales et continentales officielles uniquement.

b Matchs officiels uniquement.
Dernière mise à jour le 27 février 2016.
Joe Roff, né le 20 septembre 1975 à Heathcote (Australie), est un joueur international australien de rugby à XV, évoluant au poste d'ailier ou d'arrière (1,91 m pour 101 kg).

## Carrière en club
Formé à Canberra, Joe Roff est sélectionné dans l'effectif des Brumbies pour disputer la première édition du Super 12 en 1996. Il y dispute six éditions consécutives, remportant celle de 2001 contre les Sharks (inscrivant deux essais en finale) et disputant les finales 1997 et 2000 contre les Blues et les Crusaders.
En 2001, il signe pour le Biarritz olympique, avec lequel il remporte le Top 16 2002 contre Agen, puis retourne chez les Brumbies la saison suivante, remportant de nouveau le Super 12 en 2004 contre les Crusaders. Il annonce mettre un terme à sa carrière professionnelle en 2004 pour se consacrer à ses études à la Harris Manchester University d'Oxford (il est capitaine d'Oxford pour le Varsity game 2007 contre Cambridge). Il dispute cependant une saison au Japon avec les Kubota Spears en 2006.
Il détient le record d'essais inscrit dans une édition de Super Rugby avec 15 réalisations en 1997, à égalité avec Rico Gear et Ngani Laumape, et le record du nombre d'essais inscrit dans un match (4 essais) avec 15 autres joueurs. Il a également été le meilleur marqueur d'essais de la compétition avec 57 réalisations, avant d'être dépassé par Doug Howlett (59).

## Carrière internationale
Il commence sa carrière internationale avec les Wallabies en 1995 lors de la Coupe du monde en Afrique du Sud, inscrivant un essai dès son premier match contre le Canada. De 1996 à 2001, il participe à 62 tests consécutifs, période au cours de laquelle il remporte tous les titres possibles. Tout d'abord la Coupe du monde de rugby 1999 contre le XV de France à Twickenham, puis les Tri-nations 2000 et 2001, saison au cours de laquelle il participe également à la victoire dans la série contre les Lions.
Après une blessure lors du premier match du Tri-nations 2003, il revient pour la Coupe du monde qui se termine par une finale perdue contre les Anglais.

## Palmarès

### En club
- Super 12
  - Vainqueur (2) : 2001 et 2004
- 57 essais dans le Super 12
- 590 points marqués dans le Super 12
- 86 matchs de Super 12 avec les Brumbies

- Championnat de France de rugby à XV :
  - Champion (1) : 2002

### En équipe nationale
Joe Roff compte 86 capes avec l'équipe d'Australie, dont 79 en tant que titulaire, entre le 31 mai 1995 contre le Canada et le 3 juillet 2004 contre les Pacific Islanders. Il inscrit 244 points (30 essais, 18 pénalités et 20 transformations).
Il participe à trois Coupes du monde, remportant l'édition 1999. En 1995, il participe aux rencontres face au Canada et la Roumanie, l'Australie s'inclinant en quart de finale face à  Angleterre. En 1999, il joue six rencontres, face à la Roumanie, l'Irlande, les États-Unis, le pays de Galles, l'Afrique du Sud et la France en finale. En 2003, il dispute de nouveau six  rencontres, face à l'Argentine, la Roumanie, l'Irlande, l'Écosse, la Nouvelle-Zélande et l'Angleterre en finale. Au total, dans cette compétition, il dispute quatorze rencontres, inscrivant 37 points, sept essais et une transformation.
Il participe à sept éditions du Tri-nations, en 1996, 1997, 1998, 1999,  2000,  2001 et 2003, disputant un total de 25 rencontres, inscrivant 40 points (8 essais).